# Liste der Biografien/Gy
Liste der Biografien |
Portal Biografien |
Personensuche
# |
A |
B |
C |
D |
E |
F |
G |
H |
I |
J |
K |
L |
M |
N |
O |
P |
Q |
R |
S |
T |
U |
V |
W |
X |
Y |
Z |
?
 
Ga |
Gb |
Gc |
Gd |
Ge |
Gf |
Gh |
Gi |
Gj |
Gk |
Gl |
Gm |
Gn |
Go |
Gp |
Gq |
Gr |
Gs |
Gu |
Gv |
Gw |
Gy |
Gz
Die Liste der Biografien führt alle Personen auf, die in der deutschsprachigen Wikipedia einen Artikel haben. Dieses ist eine Teilliste mit 282 Einträgen von Personen, deren Namen mit den Buchstaben „Gy“ beginnt.

## Gy
- Gy, Pierre-Marie (1922–2004), französischer Dominikaner und Liturgiewissenschaftler

### Gya
- Gyaman, Beatrice (* 1987), ghanaische Sprinterin
- Gyamerah, Jan (* 1995), deutsch-ghanaischer Fußballspieler
- Gyamfi, Charles Kumi (1929–2015), ghanaischer Fußballspieler und -trainer
- Gyamfi, Emmanuel (* 2004), deutscher Fußballspieler
- Gyamfi, Matthew Kwasi (* 1957), ghanaischer Geistlicher, Bischof von Sunyani
- Gyamfi, Maxwell (* 2000), deutscher Fußballspieler
- Gyamfua, Nana Ama (* 1978), ghanaische Fußballspielerin
- Gyan, Asamoah (* 1985), ghanaischer Fußballspieler
- Gyan, Baffour (* 1980), ghanaischer Fußballspieler
- Gyan, Christian (1978–2021), ghanaischer Fußballspieler
- Gyanendra (* 1947), nepalesischer Adeliger, König von NepalGyanendra (* 1947)

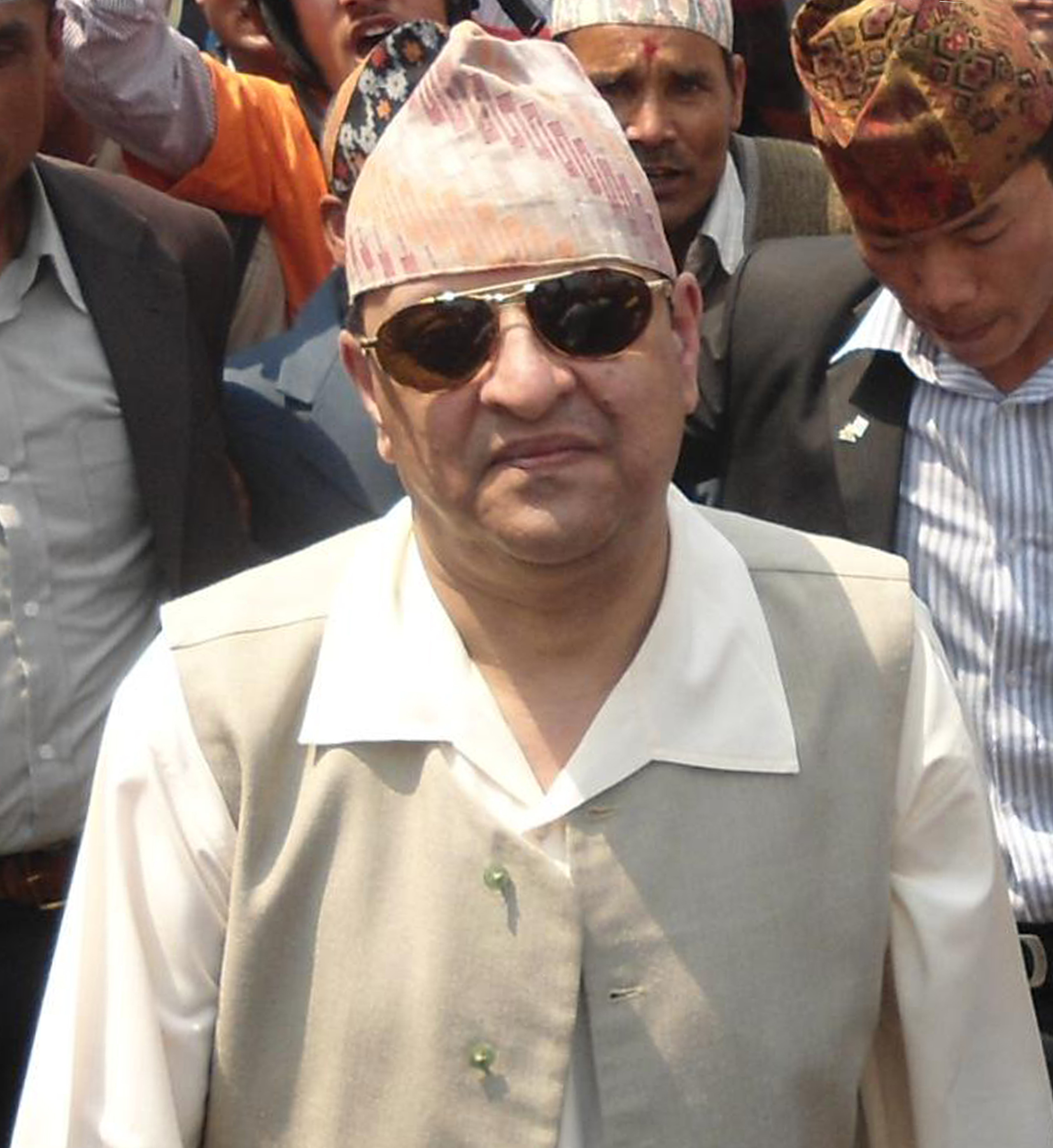
Gyanendra (* 1947)

- Gyárfás, Attila (* 1990), ungarischer Jazz- und Improvisationsmusiker (Schlagzeug, Komposition)
- Gyari Dorjee Youdon (1932–2024), tibetische Widerstandskämpferin
- Gyarmata, Adalbert Dáni von (1868–1921), österreichisch-ungarischer Feldmarschallleutnant, Generalstabschef und Militärattaché
- Gyarmathi, Sámuel (1751–1830), ungarischer Arzt und Sprachwissenschaftler
- Gyarmathy, Georg (1933–2009), schweizerisch-ungarischer Maschinenbauingenieur, Hochschullehrer und Generalkonsul
- Gyarmathy, Lívia (1932–2022), ungarische Filmregisseurin und Drehbuchautorin
- Gyarmathy, Michel (1908–1996), ungarischer Regisseur und Kostümbildner
- Gyarmati, Andrea (* 1954), ungarische Schwimmerin
- Gyarmati, Anna (* 1993), ungarische Snowboarderin
- Gyarmati, Dezső (1927–2013), ungarischer Wasserballspieler und -trainer
- Gyarmati, János (1910–1974), ungarischer Fußballspieler und -trainer
- Gyarmati, Olga (1924–2013), ungarische Weitspringerin
- Gyasi, Daniel (* 1994), ghanaischer Sprinter
- Gyasi, David (* 1980), britischer Schauspieler
- Gyasi, Jeff (* 1989), deutsch-ghanaischer Fußballspieler
- Gyasi, Yaa (* 1989), ghanaisch-US-amerikanische SchriftstellerinYaa Gyasi (* 1989)

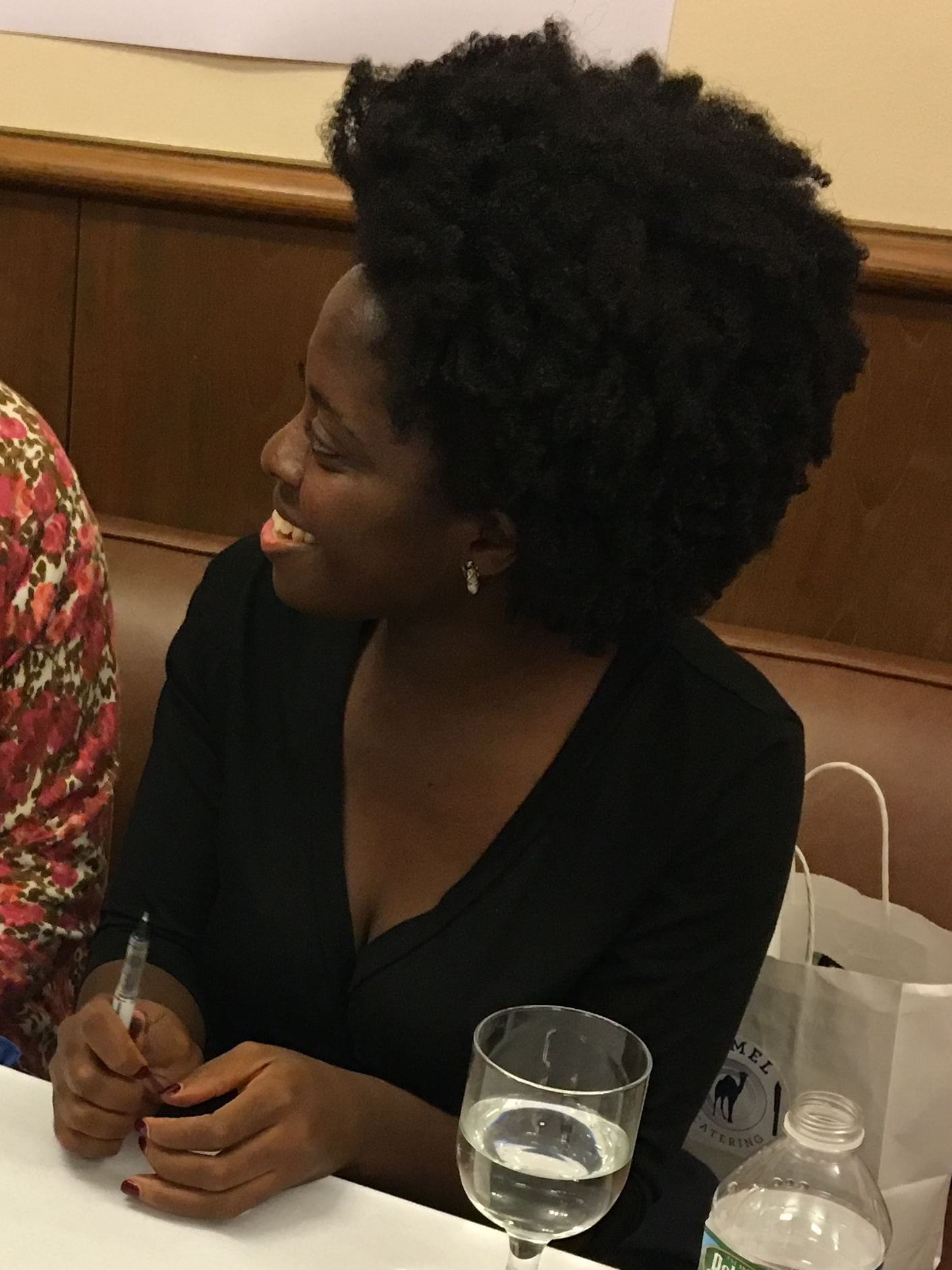
Yaa Gyasi (* 1989)

- Gyatotsang, Wangdu († 1974), Mitglied der osttibetischen Guerillaorganisation Chushi Gangdrug
- Gyatso, Kelsang (1931–2022), tibetischer Gelehrter der Gelug-Tradition des tibetischen Buddhismus, Gründer der Neuen Kadampa Tradition
- Gyau, Joseph-Claude (* 1992), US-amerikanischer Fußballspieler

### Gye
- Gye, Elsa (1881–1943), britische Suffragette
- Gyekye, Kwame (1939–2019), ghanaischer Autor und Hochschullehrer
- Gyelse Shenphen Thaye (* 1800), 1. Dzogchen Gemang Rinpoche
- Gyelse Thogme Sangpo (1295–1369), Hetuvidyā-Meister der Sakya-Schule des tibetischen Buddhismus
- Gyeltsha Rinchen Gön (1118–1195), Gründer des Throphu-Kagyü-Schulrichtung des tibetischen Buddhismus (Vajrayana)
- Gyeltshab Je (1364–1432), tibetischer Autor und buddhistischer Lama
- Gyeltshen Norbu (* 1990), buddhistischer Geistlicher (11. Panchen Lama)Gyeltshen Norbu (* 1990)

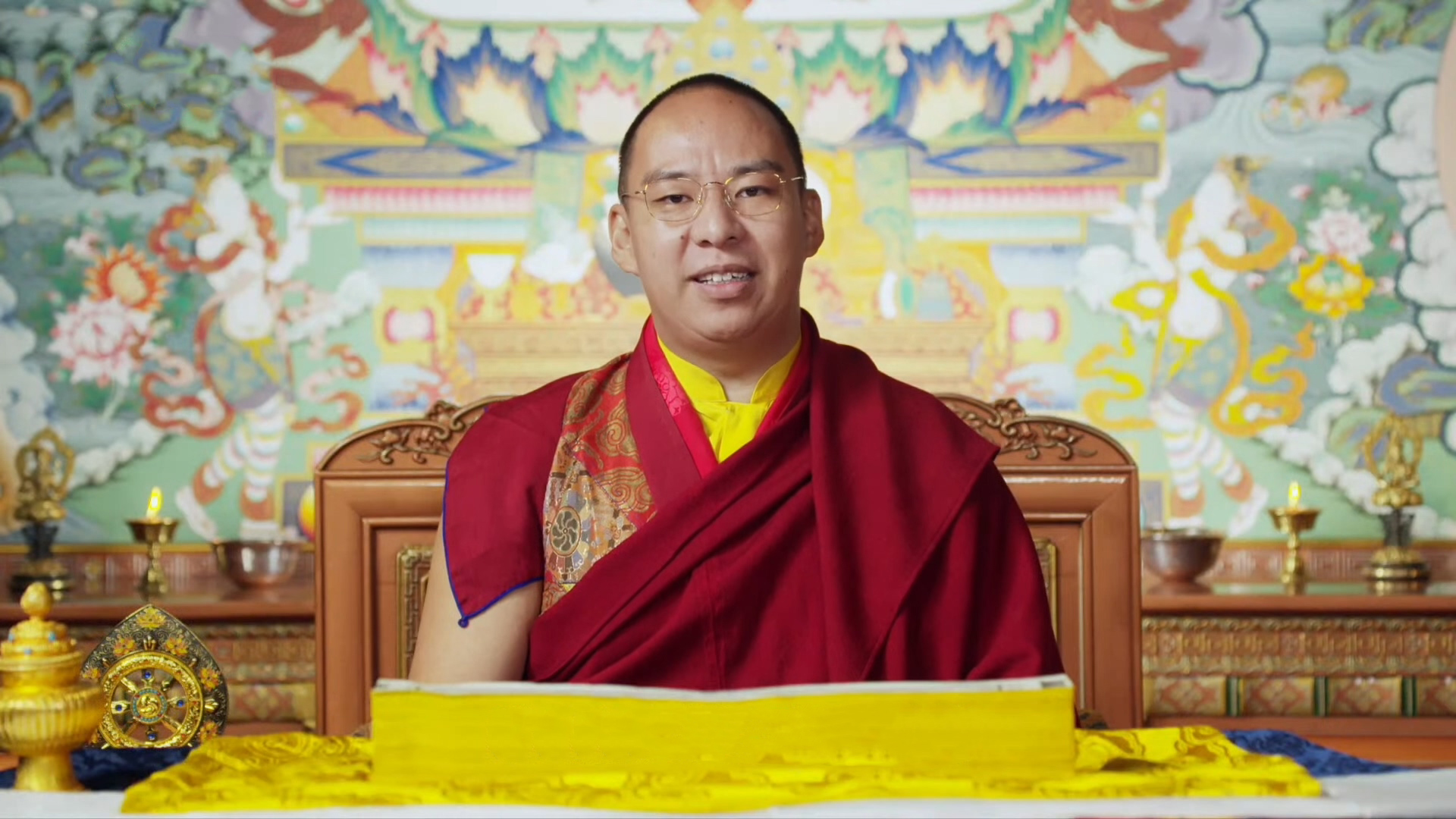
Gyeltshen Norbu (* 1990)

- Gyeltshen, Tashi (* 1972), bhutanischer Filmemacher und Journalist
- Gyémánt, Bálint (* 1983), ungarischer Jazzmusiker (Gitarre, Komposition)
- Gyene, Norbert (* 1994), ungarischer Handball- und Beachhandballspieler
- Gyenes, Gyula (1911–1988), ungarischer Sprinter
- Gyenge, Imre (1925–1996), österreichischer reformierter Pfarrer und Landessuperintendent
- Gyenge, Lajos (* 1970), ungarischer Schlagzeuger
- Gyenge, Valéria (* 1933), ungarische Schwimmerin
- Gyenis, Hans (* 1873), Kunstmaler, Karikatur- und Porträtzeichner
- Gyeongjong (955–981), 5. König des Goryeo-Reiches und der Goryeo-Dynastie
- Gyeongjong (1688–1724), 20. König der Joseon-Dynastie in Korea
- Gyepes, Gábor (* 1981), ungarischer Fußballspieler
- Gyergom Chenpo Shönnu Dragpa (1090–1171), tibetischer Buddhist der Kadam-Tradition
- Gyergom Tshülthrim Sengge (1144–1204), Gründer des Shugseb-Kagyü-Schulrichtung des tibetischen Buddhismus, (Vajrayana) Gründer des Shugseb-Kloster (des Stammkloster der Schule)
- Gyesbreghs, Vadim (* 1991), belgischer Eishockeyspieler
- Gyetvai, Elemér (1927–1993), ungarischer Tischtennisspieler und -trainer

### Gyf
- Gyford, Phil, englischer Webdesigner und -entwickler

### Gyg
- Gygas, Hans (1872–1963), deutscher Konteradmiral der Kaiserlichen Marine
- Gygax, Albert Friedrich (1896–1968), Schweizer Chemigraph
- Gygax, Daniel (* 1981), Schweizer Fussballspieler und -trainer
- Gygax, Gary (1938–2008), US-amerikanischer SpieleautorGary Gygax (1938–2008)

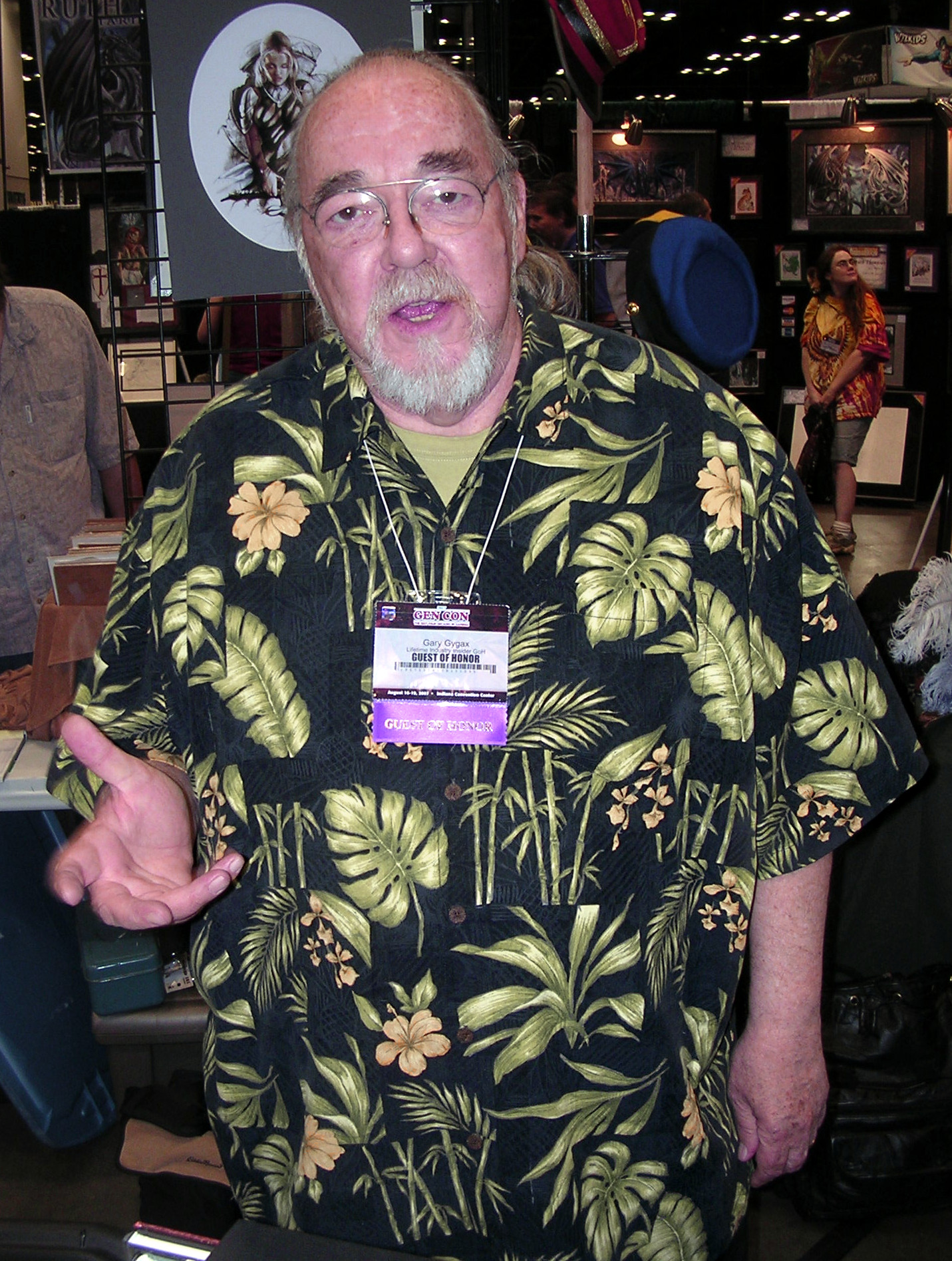
Gary Gygax (1938–2008)

- Gygax, Hans (1906–2004), Schweizer Literat, Privatgelehrter und Kunsthandwerker
- Gygax, Hansueli (1942–2017), Schweizer Handballspieler und Unternehmer
- Gygax, Markus (* 1950), Schweizer Berufsoffizier (Korpskommandant)
- Gygax, Nicolas (* 1996), Schweizer Freestyle-Skier
- Gyger, Delia (* 1987), Schweizer Schauspielerin
- Gyger, Emanuel (1886–1951), Schweizer Fotograf
- Gyger, Hans Conrad (1599–1674), Schweizer Kartograf und Ingenieur
- Gyger, Patrick (* 1971), Schweizer Historiker, Autor und Museumsdirektor
- Gyger, Pia (1940–2014), Schweizer Heilpädagogin, Psychologin und Zen-Meisterin, langjährige Leiterin des Katharina-WerkesPia Gyger (1940–2014)

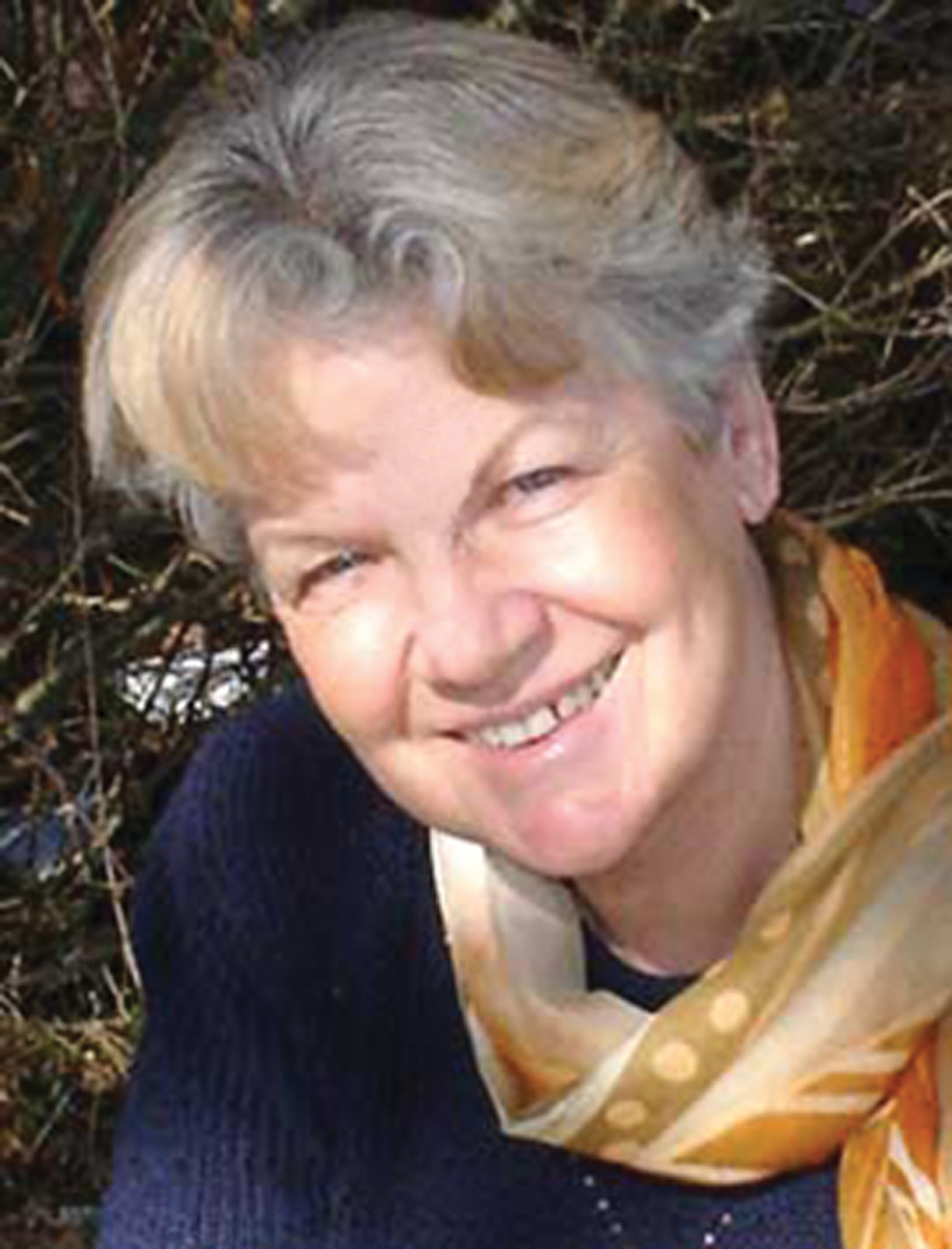
Pia Gyger (1940–2014)

- Gyger, Rudolf (1920–1996), Schweizer Fussballspieler
- Gyges, König von Lydien
- Gygi, Ulrich (* 1946), Schweizer Manager
- Gygli, Paul (1909–1992), Schweizer Berufsoffizier und Generalstabschef

### Gyi
- Gyimah, Sam (* 1976), britischer Politiker
- Gyimes, Vilmos (1894–1977), ungarischer Fußballspieler, Filmschauspieler, Regisseur und Theatermacher
- Gyimesi, László (* 1948), ungarischer Pianist
- Gyimesi, Zoltán (* 1977), ungarischer Schachgroßmeister

### Gyl
- Gylche, Vilhelm (1888–1952), dänischer Geher
- Gyldén, Emma (1835–1874), finnische Landschaftsmalerin
- Gyldén, Hugo (1841–1896), schwedischer Astronom
- Gyldén, Olof (1867–1943), schwedischer Marineoffizier und Diplomat
- Gyldén, Yves (1895–1963), schwedischer Kryptologe und Schriftsteller
- Gyldenfeldt, Georg von (1897–1977), deutscher Generalmajor der Wehrmacht
- Gyldenfeldt, Heinrich von (* 1942), deutscher Hochschuldozent und Kabarettist
- Gyldenfeldt, Heinz von (1899–1971), deutscher Generalleutnant im Zweiten Weltkrieg
- Gyldenklou, Andreas (1602–1665), schwedischer Jurist, Staatssekretär und Diplomat
- Gyldenløve Kristensen, Line (* 1987), dänische Handball- und Beachhandballspielerin
- Gyldenløve, Christian (1674–1703), Sohn des dänischen Königs Christian V. und seiner Geliebten Sophie Amalie Moth
- Gyldenløve, Ulrich Christian (1630–1658), dänischer General
- Gyldenløve, Ulrich Friedrich (1638–1704), dänischer Statthalter in Norwegen
- Gyldenløve, Ulrik Christian (1678–1719), dänischer Admiral
- Gyldenstolpe, Nils Carl Gustaf Fersen (1886–1961), schwedischer Zoologe und Ornithologe
- Gyldenstolpe, Nils Philip (1734–1810), schwedischer Graf, Kammerherr, Landshövding, Gouverneur und Hofmarschall
- Gylding, Amalie Christina (1731–1804), deutsche Porzellanmalerin
- Gyles, George (1877–1959), kanadischer Segler
- Gylfi Gylfason (* 1977), isländischer Handballspieler
- Gylfi Magnússon (* 1966), isländischer Wirtschaftswissenschaftler
- Gylfi Sigurðsson (* 1989), isländischer Fußballspieler
- Gylippos, spartanischer Feldherr
- Gylis († 394 v. Chr.), spartanischer Feldherr
- Gyllander, Varg (* 1964), schwedischer Schriftsteller
- Gyllembourg-Ehrensvärd, Thomasine (1773–1856), dänische Schriftstellerin
- Gyllenberg, Knut Anton Walter (1886–1952), schwedischer Astronom
- Gyllenborg, Carl (1679–1746), schwedischer Staatsmann
- Gyllenborg, Fredrik (1767–1829), schwedischer Militär und Justizminister
- Gyllenborg, Gustaf Fredrik (1731–1808), schwedischer Dichter
- Gyllenborg, Henning Adolf (1713–1775), schwedischer Politiker und Diplomat
- Gyllenborg, Jakob (1648–1701), schwedischer Politiker
- Gyllenborg, Johan (1682–1752), schwedischer Militär und Reichsrat
- Gyllenborg, Olof (1676–1737), schwedischer Politiker und Dichter
- Gyllenhaal, Jake (* 1980), US-amerikanischer Schauspieler und FilmproduzentJake Gyllenhaal (* 1980)

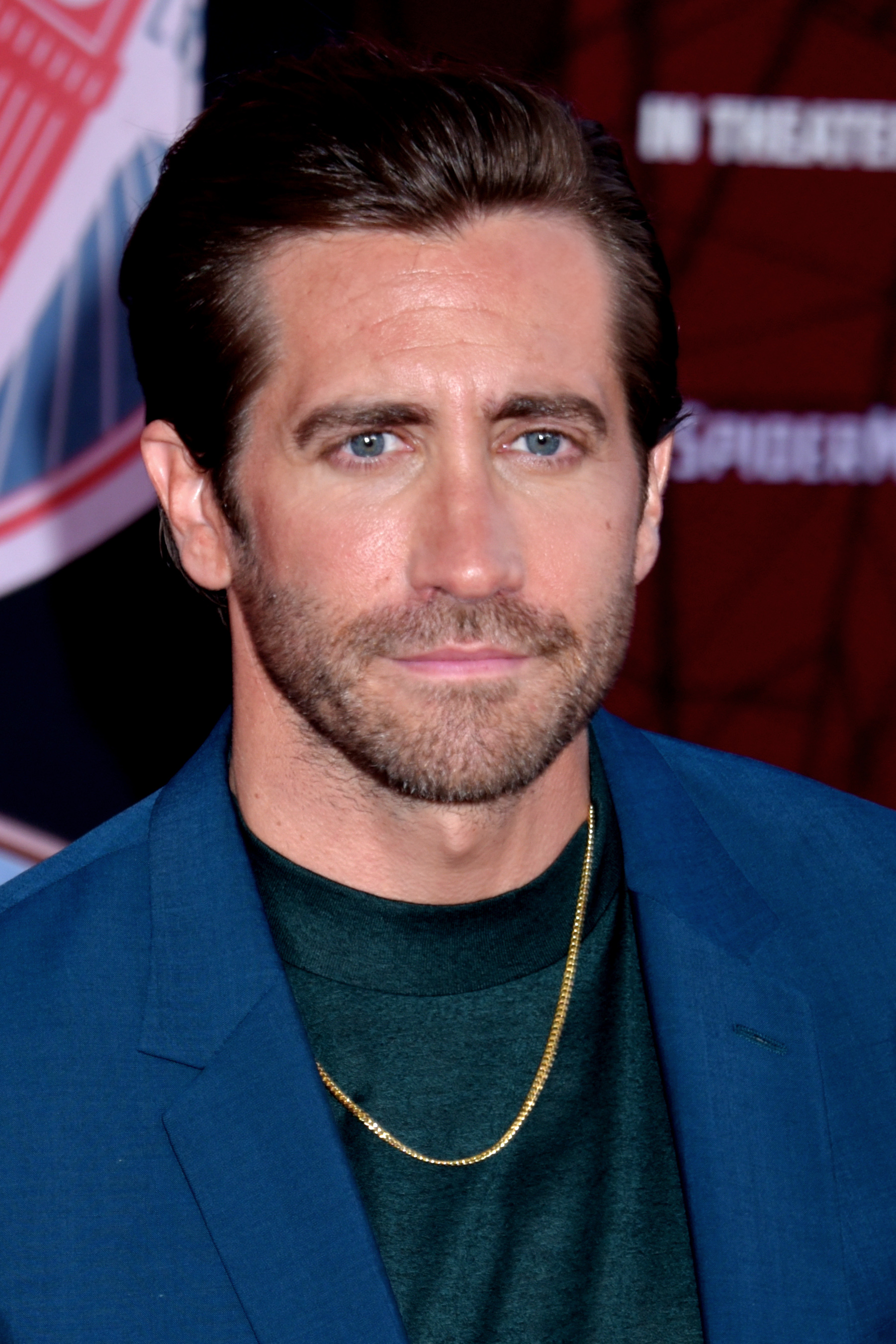
Jake Gyllenhaal (* 1980)

- Gyllenhaal, Johan Abraham (1750–1788), schwedischer Naturforscher
- Gyllenhaal, Leonard (1752–1840), schwedischer Offizier und Entomologe
- Gyllenhaal, Maggie (* 1977), US-amerikanische Schauspielerin und FilmemacherinMaggie Gyllenhaal (* 1977)

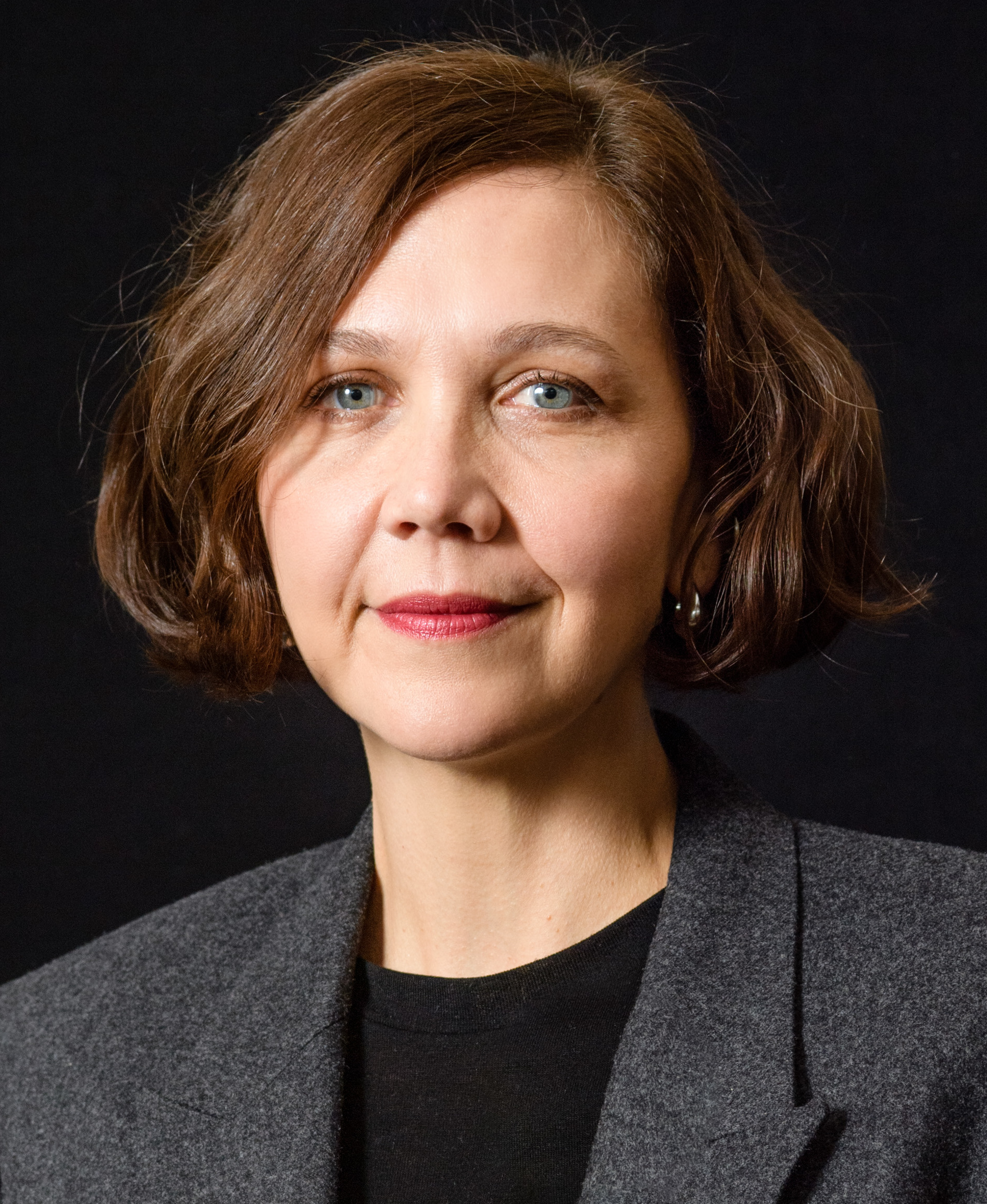
Maggie Gyllenhaal (* 1977)

- Gyllenhaal, Naomi Foner (* 1946), US-amerikanische Drehbuchautorin und Filmproduzentin
- Gyllenhaal, Stephen (* 1949), US-amerikanischer Filmregisseur und Drehbuchautor
- Gyllenhammar, Jim (* 1978), schwedischer Gewichtheber
- Gyllenhammar, Pehr G. (1935–2024), schwedischer Manager und Politiker
- Gyllenhielm, Carl Carlsson (1574–1650), schwedischer Feldmarschall, Politiker und Reichsadmiral
- Gyllenhielm, Sofia († 1583), Ehefrau von Pontus De la Gardie
- Gyllenkrok, Axel (1665–1730), schwedischer Baron und General
- Gyllensporre, Dennis (* 1964), schwedischer Generalleutnant
- Gyllensten, Lars (1921–2006), schwedischer Mediziner und Schriftsteller
- Gyllenstierna, Christina († 1559), schwedische Adlige und Ehefrau des Reichsverwesers Sten Sture des Jüngeren
- Gyllenstierna, Göran Göransson (1601–1646), schwedischer Admiral
- Gyllenstierna, Göran Nilsson (1575–1618), schwedischer Reichsadmiral
- Gyllenstierna, Johan Nilsson (1569–1617), schwedischer Admiral
- Gyllenstierna, Nils (1648–1720), schwedischer Feldmarschall und Generalgouverneur der Herzogtümer Bremen und Verden
- Gyllenstierna, Sigismund (1598–1666), polnischer Kastellan von Danzig
- Gyllenstolpe, Axel-Erik (1894–1954), schwedischer Zehnkämpfer
- Gylling, Jane (1902–1961), schwedische Schwimmerin
- Gylstorff, Irmgard (1912–1990), deutsche Naturwissenschaftlerin und erste westdeutsche Professorin für Tiermedizin
- Gylybow, Konstantin (1892–1980), bulgarischer Germanist
- Gylys, Povilas (* 1948), litauischer Wirtschaftswissenschaftler und Politiker, Professor, Mitglied des Seimas

### Gym
- Gymmick (* 1973), deutscher Cartoonist, Liedermacher und Schauspieler
- Gymnastiar, Abdullah (* 1962), islamischer Prediger
- Gymnich, Gottfried (1772–1841), Jurist, preußischer Verwaltungsbeamter und Landrat
- Gymnich, Johann (1821–1880), deutscher Bürgermeister und Abgeordneter
- Gymnich, Johann I. († 1544), deutscher Drucker und Verleger
- Gymnich, Johann IV. († 1634), deutscher Drucker und Verleger
- Gymnich, Johann Wilhelm von († 1682), deutscher Freiherr, Domherr in Mainz und Trier, Archidiakon
- Gymnich, Karl Otto Ludwig Theodat von und zu (1715–1785), Hofratspräsident und Erster Staatsminister in Kurköln
- Gymnich, Sibylle von (1921–2001), deutsche Schauspielerin
- Gympel, Jan (* 1966), deutscher Journalist

### Gyn
- Gynetti, Peter Wilhelm Josef de (1735–1804), deutscher Mediziner
- Gynge, Richard (* 1987), schwedischer Eishockeyspieler
- Gynt, Greta (1916–2000), britische Tänzerin und Filmschauspielerin mit Hauptbetätigungsgebiet Großbritannien
- Gyntersberg, Axel († 1588), norwegischer Adliger, Kommandeur der Festung Steinvikholmen und Lehnsherr von Helgeland
- Gynther, Kate (* 1982), australische Wasserballspielerin
- Gynz-Rekowski, Georg von (1919–1997), deutscher Theologe und Heimatforscher
- Gynz-Rekowski, Karl von (1848–1927), preußischer Generalmajor
- Gynz-Rekowski, Otto Fedor von (1850–1915), preußischer Generalleutnant

### Gyo
- Gyökeres, Viktor (* 1998), schwedischer Fußballspieler ungarischer HerkunftViktor Gyökeres (* 1998)

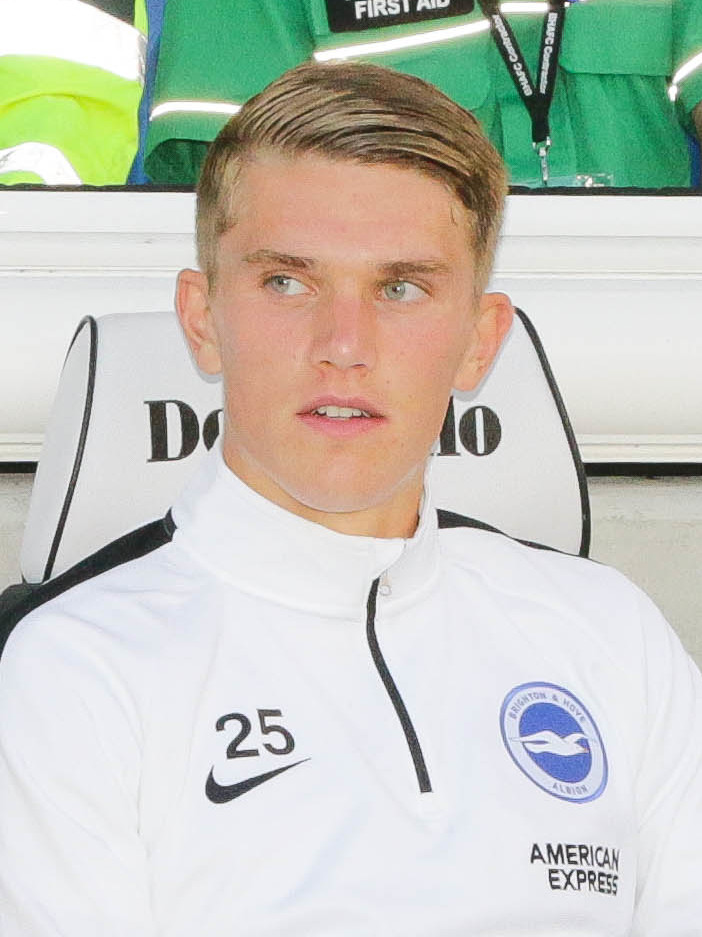
Viktor Gyökeres (* 1998)

- Gyōki (668–749), buddhistischer Mönch der japanischen Hossō-shū
- Gyökössy-Rudersdorf, Kinga von (* 1942), deutsche Frauenrechtlerin
- Gyokuen, Bompō (1348–1420), japanischer Zen-Mönch
- Gyolcs, Franz (* 1960), österreichischer Künstler, mit dem Schwerpunkt Bildhauerei
- Gyömbér, Norbert (* 1992), slowakischer Fußballspieler
- Gyömörey, Lorenz (1931–1989), ungarischer Priester
- Gyömrői, Edit (1896–1987), ungarische Psychoanalytikerin
- Gyöngyösi, János (1893–1951), ungarischer Politiker
- Gyöngyösi, Márton (* 1977), ungarischer Politiker, Mitglied des Parlaments
- Gyöngyössy, Anikó (* 1990), ungarische Wasserballspielerin
- Gyöngyössy, Imre (1930–1994), ungarischer Filmregisseur und Drehbuchautor
- Gyopár, László (1918–1944), ungarischer Komponist
- Győrffy, Dóra (* 1978), ungarische Leichtathletin
- Győrffy, Imre (1905–1980), ungarischer Radrennfahrer
- Győrffy-Bengyel, Sándor (1886–1942), ungarischer Generaloberst und Minister
- Gyorfi, Daniela (* 1968), rumänische Popsängerin
- Győrfi, Endre (1920–1992), ungarischer Wasserballspieler
- Győrfy, Tihamér (* 1997), rumänischer Eishockeyspieler
- Gyorgy, Caity (* 1998), kanadische Jazzsängerin
- György, Endre (1848–1927), ungarischer Politiker, wirtschaftswissenschaftlicher Schriftsteller und Ackerbauminister
- György, Márkus (1934–2016), ungarischer Philosoph und Schüler von Georg Lukács
- György, Monika (* 1982), rumänische Skilangläuferin
- Gyorgy, Paul (1893–1976), ungarisch-US-amerikanischer Mediziner (Pädiatrie) und Ernährungswissenschaftler
- György, Réka (* 1996), ungarische Schwimmerin
- Győri, Ágnes (* 1983), ungarische Handball- und Beachhandballspielerin sowie Trainerin
- Győri, Andrea Éva (1985–2022), ungarische Künstlerin
- Győri, Barbara (* 1997), ungarische Handballspielerin
- Gyori, Dylan (* 1979), kanadischer Eishockeyspieler
- Győri, Enikő (* 1968), ungarische Politikerin (Fidesz), MdEP
- Győri-Lukács, Viktória (* 1995), ungarische Handballspielerin
- Györkös, Péter (* 1963), ungarischer Diplomat
- Györök, Ferenc (1928–2001), ungarischer Generalmajor
- Győry, Vilmos (1838–1885), ungarischer Schriftsteller und Übersetzer
- Gyotoku, Ei (* 2004), japanischer Fußballspieler
- Gyōtoku, Kōji (* 1965), japanischer Fußballspieler

### Gyp
- Gypkens, Franz (1911–1975), deutscher Theologe und Schriftsteller
- Gypkens, Martin (* 1969), deutscher Filmregisseur
- Gyptian (* 1983), jamaikanischer Reggae-Sänger
- Gyptner, Richard (1901–1972), deutscher KPD- und SED-Funktionär, Botschafter der DDR in China und Polen
- Gyptner, Rudolf (1923–1944), deutscher Kommunist und Widerstandskämpfer

### Gyr
- Gyr, Adelrich (1843–1928), Schweizer Unternehmer
- Gyr, Fabienne (* 1988), Schweizer Journalistin und Moderatorin
- Gyr, Josy (1949–2007), Schweizer Politikerin (SP)
- Gyr, Karl Heinrich (1879–1946), Schweizer Unternehmer
- Gyr, Mario (* 1985), schweizerischer Ruderer
- Gyr, Ueli (* 1945), Schweizer Volkskundler und Hochschullehrer
- Gyr, Wysel (1927–1999), Schweizer Fernsehredaktor und -moderatorWysel Gyr (1927–1999)

Wysel Gyr (1927–1999)

- Gyrcizka, Evelyn (* 1953), österreichische Hochschullehrerin, Malerin, Grafikerin, Objekt- und Textilkünstlerin
- Gyrðir Elíasson (* 1961), isländischer Schriftsteller
- Gyrfalk, Thomas († 1559), Schweizer Reformator
- Gyrowetz, Adalbert (1763–1850), österreichischer Komponist
- Gyrtias, Großmutter von Akrotatos

### Gys
- Gys, Robert (1901–1977), französischer Filmarchitekt
- Gysae, Otto (1877–1947), deutscher Schriftsteller und Publizist
- Gysae, Robert (1911–1989), deutscher Marineoffizier, zuletzt Flottenadmiral der Bundesmarine
- Gysae, Wilhelm (1797–1863), deutscher Gutsbesitzer und Politiker
- Gysbers, Simon (* 1987), kanadischer Eishockeyspieler
- Gysel, Barbara (* 1977), Schweizer Politikerin
- Gysel, Pieter (* 1980), belgischer Shorttracker
- Gyselinck, Erik (* 1945), belgischer Langstreckenläufer
- Gyselinck, Lander (* 1987), belgischer Jazz- und Improvisationsmusiker (Schlagzeug, Komposition)
- Gyselinck, Roger (1920–2002), belgischer Radrennfahrer
- Gysemans, Emiel (* 1953), belgischer Radrennfahrer
- Gysemans, Jos (* 1952), belgischer Radrennfahrer
- Gysenberg, Johann Heinrich von († 1717), deutscher Adeliger und Domherr
- Gysenberg, Otto von und zu Westerholt und (1875–1920), Angehöriger der Familie Westerholt
- Gysi, Alfred (1865–1957), Schweizer Zahnmediziner
- Gysi, Andrea (* 1957), deutsche Politikerin (PDS), MdB
- Gysi, Barbara (* 1964), Schweizer Politikerin (SP)
- Gysi, Elsbeth (1923–1997), Schweizer Grafikerin, Illustratorin, Zeichnerin, Malerin und Glasmalerin
- Gysi, Gabriele (* 1946), deutsche Schauspielerin und Regisseurin
- Gysi, Gregor (* 1948), deutscher Rechtsanwalt, Politiker (SED, PDS, Die Linke), MdV, MdBGregor Gysi (* 1948)

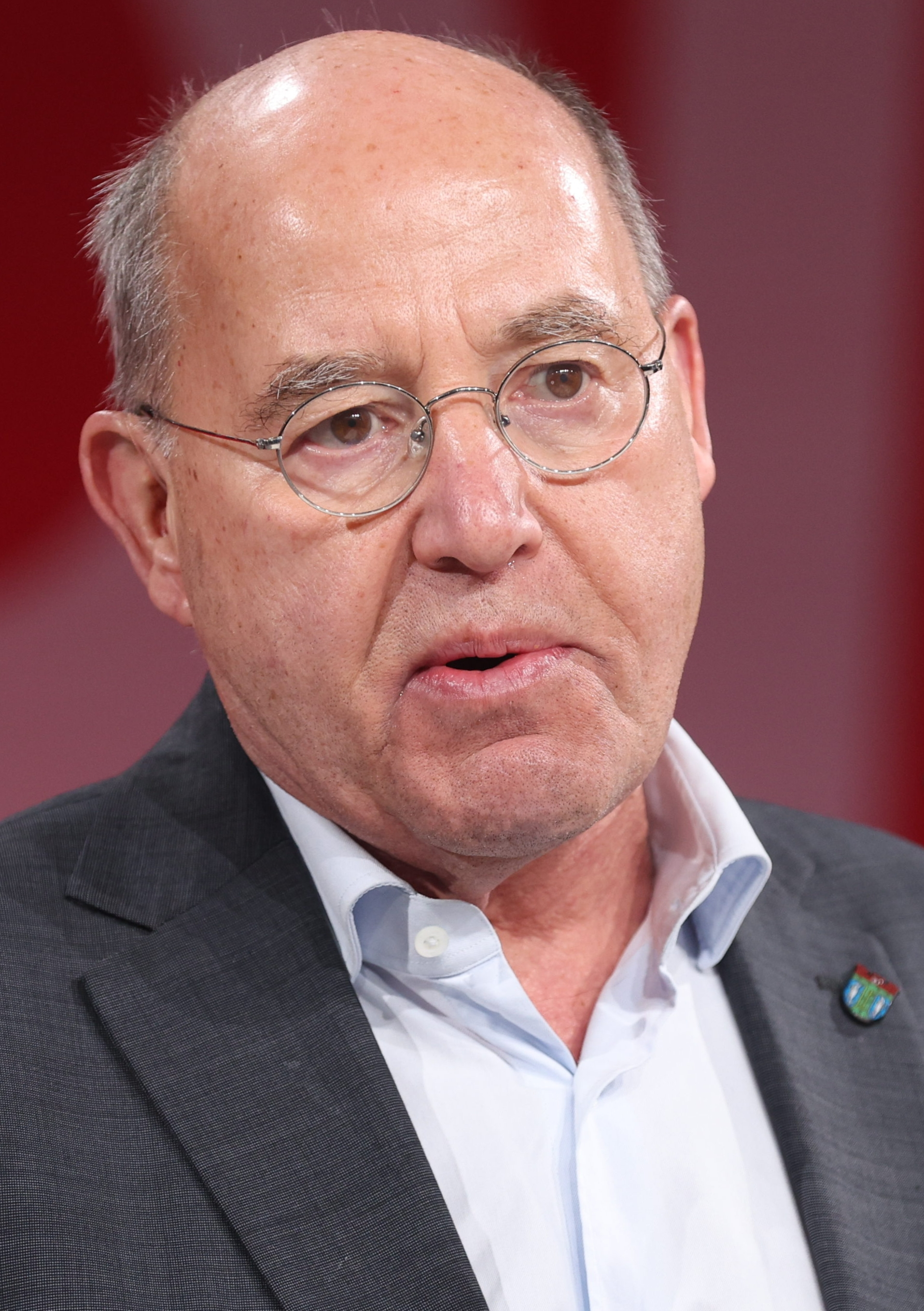
Gregor Gysi (* 1948)

- Gysi, Hans (* 1953), Schweizer Schriftsteller, Regisseur, Schauspieler und Theaterpädagoge
- Gysi, Irene (1912–2007), deutsche Verlagsleiterin und Kulturpolitikerin in der DDR
- Gysi, Klaus (1912–1999), deutscher Widerstandskämpfer gegen den Nationalsozialismus, Politiker (SED, PDS), MdV, DDR-Kulturminister
- Gysi, Wädi (1959–2022), Schweizer Eishockey-Spieler und Fusionmusiker
- Gysi, Willy (1918–2001), Schweizer Feldhandballspieler
- Gysin, August (1816–1876), Politiker des Schweizer Kantons Basel-Landschaft
- Gysin, Brion (1916–1986), US-amerikanischer Schriftsteller und Maler
- Gysin, Greta (* 1983), Schweizer Politikerin (GPS)
- Gysin, Hans (1882–1969), Schweizer Landwirt und Mundartdichter
- Gysin, Hans Rudolf (1940–2023), Schweizer Politiker (FDP)
- Gysin, Joel (* 1986), deutscher Unihockeyspieler
- Gysin, Johann Jakob (1844–1895), schweizerischer Eisenbahningenieur
- Gysin, Jonas (* 1980), Gründer und Parteivorsitzender der rechtsextremen Partei National Orientierter Schweizer (PNOS)
- Gysin, Remo (* 1945), Schweizer Politiker (SP)
- Gysin, Rolf (* 1952), Schweizer Mittelstreckenläufer
- Gysin, Werner (1915–1998), Schweizer Mathematiker
- Gysis, Nikolaus (1842–1901), griechischer Genre- und Monumentalmaler
- Gysler, Paul (1893–1966), Schweizer Politiker (BGB)
- Gysling, Erich (* 1936), Schweizer Journalist, Publizist und AutorErich Gysling (* 1936)

Erich Gysling (* 1936)

- Gysling, Etzel (* 1937), Schweizer Mediziner und Autor
- Gysling, Fritz (1895–1984), Schweizer Sprachwissenschafter
- Gysling, Mirjam (* 1987), Schweizer Radrennfahrerin
- Gysseling, Maurits (1919–1997), belgischer Sprachwissenschaftler, Paläograf und Onomastiker
- Gyssling, Georg (1893–1965), deutscher Diplomat
- Gyßling, Hans-Werner (1904–1954), deutscher Journalist und Chefredakteur
- Gyßling, Robert (1858–1912), deutscher Jurist und Politiker (FVp), MdR
- Gyssling, Walter (1903–1980), Schweizer Journalist

### Gyt
- Gytha von Wessex, Tochter von Harald II., Fürstin der Kiewer Rus und Mitglied des Fürstengeschlechts der Rurikiden
- Gytkjær, Christian (* 1990), dänischer Fußballspieler

### Gyu
- Gyug, Richard Francis (* 1954), US-amerikanischer Historiker
- Gyukics, Gábor (* 1958), ungarisch-US-amerikanischer Schriftsteller und Übersetzer
- Gyula, Führer in Ungarn
- Gyulai, Ileana (1946–2021), rumänische Fechterin
- Gyulai, István (1943–2006), ungarischer Sprinter und Leichtathletikfunktionär
- Gyulai, Pál (1826–1909), Dichter
- Gyulassy, Miklos (* 1949), ungarisch-US-amerikanischer Kernphysiker
- Gyulay, Albert (1766–1835), ungarischer k. u. k. Offizier und Feldmarschallleutnant
- Gyulay, Endre (1930–2024), ungarischer Geistlicher, römisch-katholischer Bischof von Szeged-Csanád
- Gyulay, Ferenc József (1798–1868), österreichisch-ungarischer General
- Gyulay, Franz von († 1787), k.k. Generalfeldwachtmeister und Inhaber des Infanterie-Regiments Nr. 51
- Gyulay, Franz von (1674–1728), k.k. Feldmarschall-Lieutenant und Inhaber des Infanterie-Regiments Nr. 51
- Gyulay, Ignác (1763–1831), österreichischer General
- Gyulay, Sámuel (1723–1802), österreichischer Offizier und Feldmarschallleutnant
- Gyulay, Stephan von († 1758), k.k. Feldmarschall-Lieutenant und Inhaber des Infanterie-Regiments Nr. 51
- Gyulay, Tibor (1887–1960), ungarischer Jurist, Politiker und Industrieminister
- Gyulay, Zsolt (* 1964), ungarischer Kanute
- Gyurátz, Réka (* 1996), ungarische Hammerwerferin
- Gyurcsány, Ferenc (* 1961), ungarischer Geschäftsmann, Politiker, Mitglied des Parlaments und MinisterpräsidentFerenc Gyurcsány (* 1961)

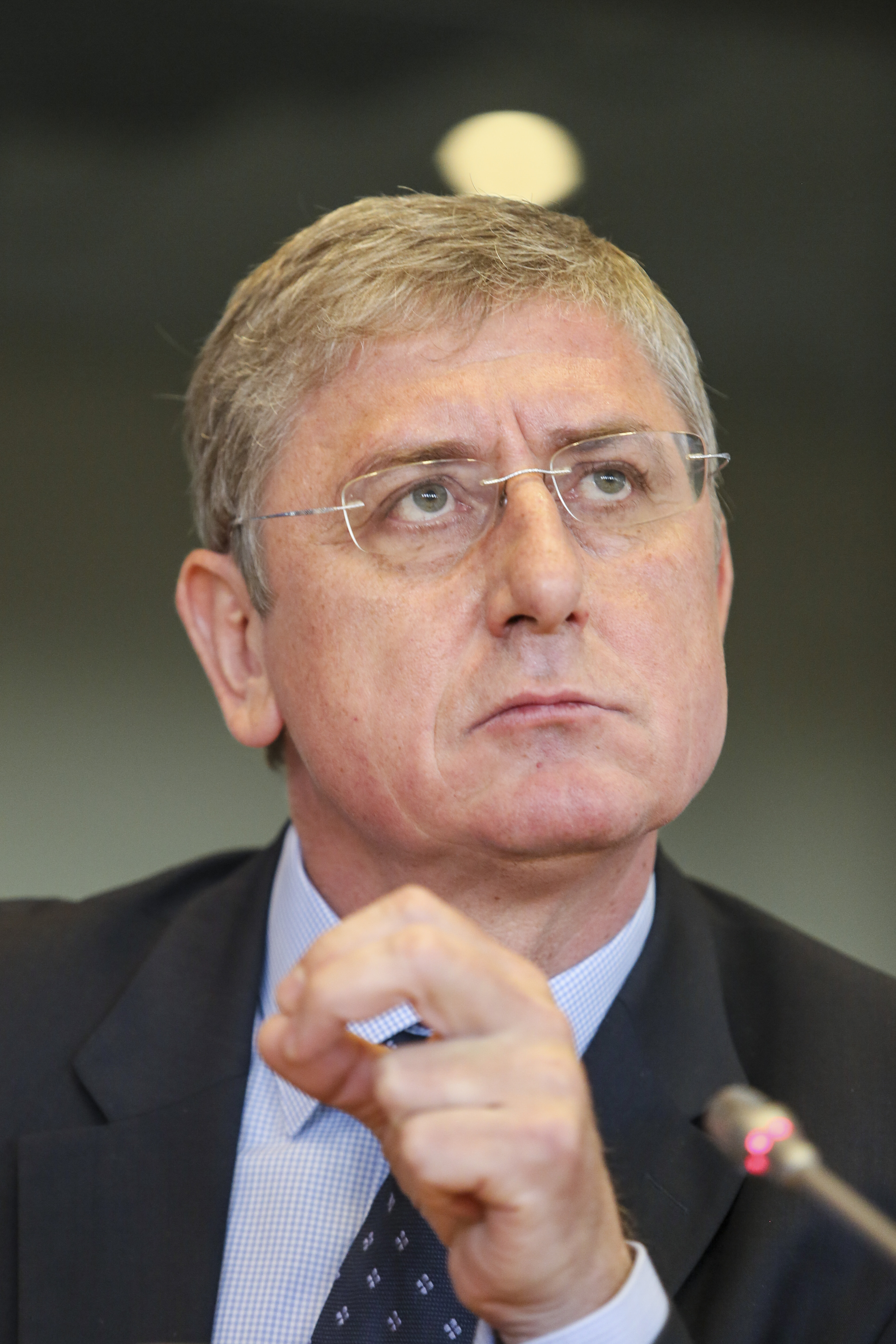
Ferenc Gyurcsány (* 1961)

- Gyurcsek, Déborah (* 1978), uruguayische Leichtathletin
- Gyurcsek, Ferenc (1942–2023), ungarischer Bildhauer und Restaurator
- Gyuricza, István (1913–1998), ungarischer Weitspringer
- Gyuricza, József (1934–2020), ungarischer Florettfechter
- Gyuris, Adalbert (* 1953), deutsch-ungarischer Maler, Bildhauer, Dichter und Publizist
- Gyürk, András (* 1972), ungarischer Politiker (Fidesz), Mitglied des Parlaments, MdEP
- Gyurkovics, Ferenc (* 1979), ungarischer Gewichtheber
- Gyurme Künsang Wanggyel (1930–2008), tibetanischer Lama der Nyingma-Schule tibetischen Buddhismus
- Gyurme Namgyel († 1750), tibetischer Herrscher (König)
- Gyurta, Dániel (* 1989), ungarischer Schwimmer

### Gyv
- Gyves Sánchez, José Antonio de (* 1955), mexikanischer Fußballspieler